# 光線銃
光線銃（こうせんじゅう、英: raygun, beam gun, laser gun, blasterなど）とは、光線（または光に近い波長域の電磁波や、何らかの荷電粒子など）を発射する銃のこと。

## 概要
光線や何らかの荷電粒子などを発射する銃のことである。
長らく空想上の武器であったが、近年になり、実用化の段階に入りつつある。
現実の世界でレーザーが実用化されたのはあくまで1950年代ころであるが、「光線銃」やそれに類するアイディアはレーザーの実用化の半世紀ほど前から（あるいはそれ以前から）あったと言ってもよい。
（武器のサイズが銃より大きいものではあるが、アイディアの源流をさかのぼると）H.G.ウェルズの1898年の作品The War of the Worlds（邦訳『宇宙戦争』）でHeat-Rayというものが登場した。（なおHeat-Rayは（武器から出た）光線の呼称であり、その光線は「invisible 眼に見えない」もので、武器の名前は作品では明記されていない。何らかの部屋で生成され、パラボラ状の鏡でフォーカスを調整した、と描かれた。）『宇宙戦争』でHeat-Rayが登場してしばらくするうちに、パルプ・マガジンやコミック（アメリカンコミック）において、何らかの光線が発射される武器が頻繁に登場するようになった。
こうした作品に登場した多くの「光線銃」の影響を受けて、アメリカで子供用玩具の「光線銃」（しばしば作品に登場した銃の形だけを模倣していて、樹脂製で、実際には全く光線は出さないもの）が作られるようになった。
その後かなり経って、エレクトロニクスの技術を利用して、玩具用や競技用ビームライフルとして、「光線銃」（と呼ばれるオモチャのようなもの）から一応は光線を出して、受光装置（受信装置）で「当たり判定」を行う光線銃と的（マト）のセット（実際に武器としては使えないもの）も作られた。
実銃
レーザーは高出力化すれば十分に武器ともなりうるが、装置の大きさの問題があり、「銃」にするには装置のかなりの小型化が必要であり、それが壁となっていた。
サイズ的には、しばらくするうちに、大きな箱程度の大きさのものは実用化された。たとえば赤外線誘導装置を無力化するものなどである（これはまだ「銃」と呼べるサイズではなかった）。
また、レーザーの類は、実際に使用すると撃たれた人が（眼などに当たれば）失明してしまう、という問題があり、倫理上の問題も浮上した。 1995年10月には、特定通常兵器使用禁止制限条約の議定書IV「失明をもたらすレーザー兵器に関する議定書」にて禁止された。

だが、2018年には（現実世界で）中国が、実際の武器として使用することを想定した、歩兵用レーザー銃を開発した。→#実用化

## 架空の武器
概説で解説したように、H.G.ウェルズの小説に登場して以降、20世紀前半のパルプ・マガジンやアメリカンコミックなどに掲載された、サイエンスフィクションなどのフィクション（架空の物語）の作品にはしばしば登場してきた武器である。
可視光線やレーザー光線などを発し、人に対する殺傷力や破壊力を持つものとして描かれる。作品によってはレーザーを用いることから「レーザーガン」とも呼ばれる。熱線銃と呼ぶこともある。
『スタートレック』シリーズのフェイザーでは、テレビ受像機のリモコンを連想させるようなものも想定され、携帯サイズで光を一定方向に発するものとして描かれた。

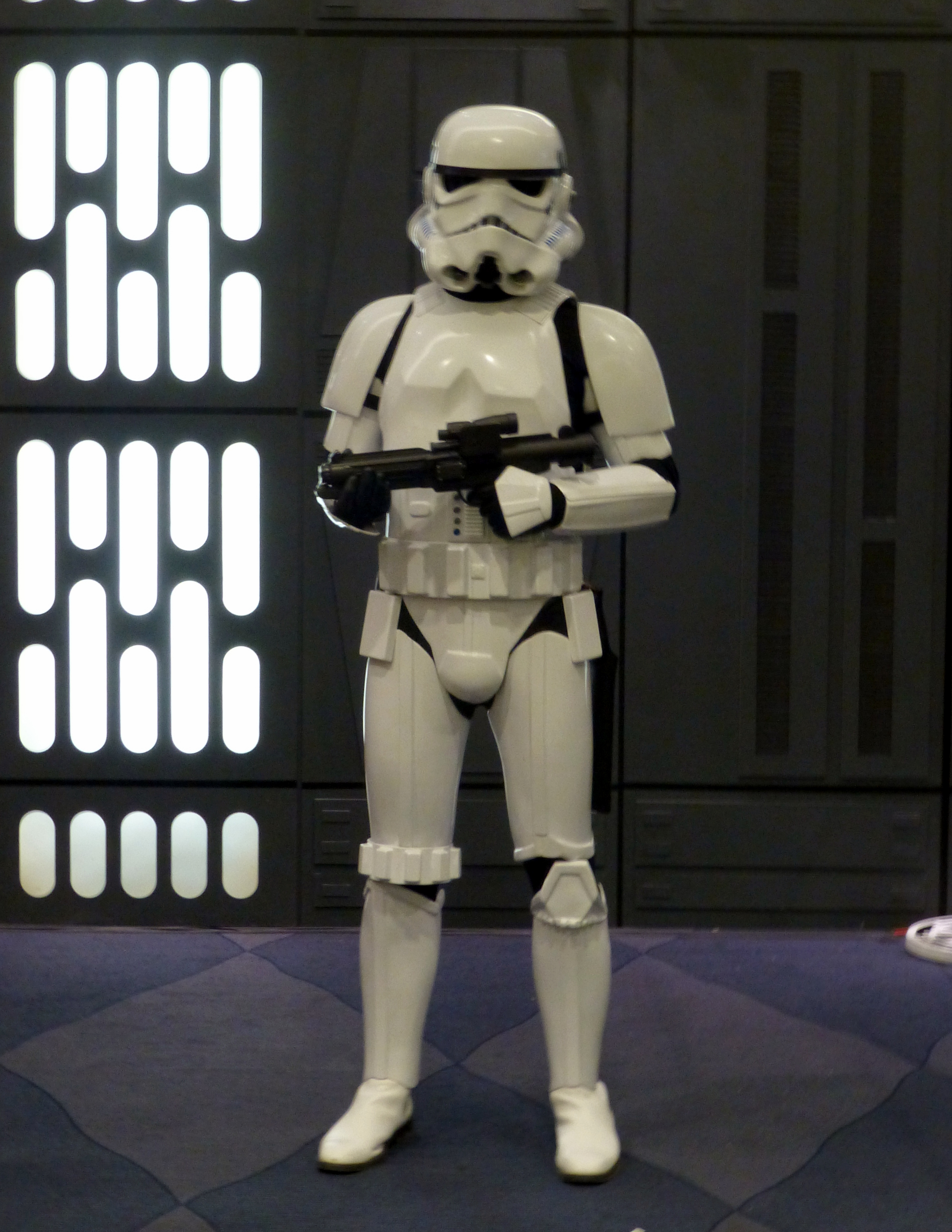
ストームトルーパーが持つブラスター

『スターウォーズ』では、ストームトルーパーがブラスターという名の、何らかのビームを発射する銃を制式装備している。
『ドラえもん』では、ひみつ道具に「光線じゅう」が存在するが、あまり登場しない。
寺沢武一のSF漫画『コブラ』では、主人公コブラの愛銃サイコガンをはじめ光線銃が主流となっている一方で、同時に対光線銃に特化した防御に対して、旧来の実弾銃の物理的な破壊力が有効な場面も登場している。
『戦え!超ロボット生命体トランスフォーマー』では、デストロンの防衛参謀レーザーウェーブが登場。SF風の光線銃に変形する（ただし、マスターピース版の説明書では「レーザーバルカン」と表記）。
なお、電子を発射するものは光線銃ではなく「電子銃」と呼ばれる。ただしフィクションでは、光線銃、電子銃、プラズマガン、その他のビーム兵器の間に明確な区別がされないことも多い。「光線」を発射する銃ではないが、人間が携帯できるサイズの荷電粒子砲のことも光線銃と呼ぶこともある。SF系の漫画・アニメ作品でも以前は未来的な兵器として多数登場した。

## 遊戯銃

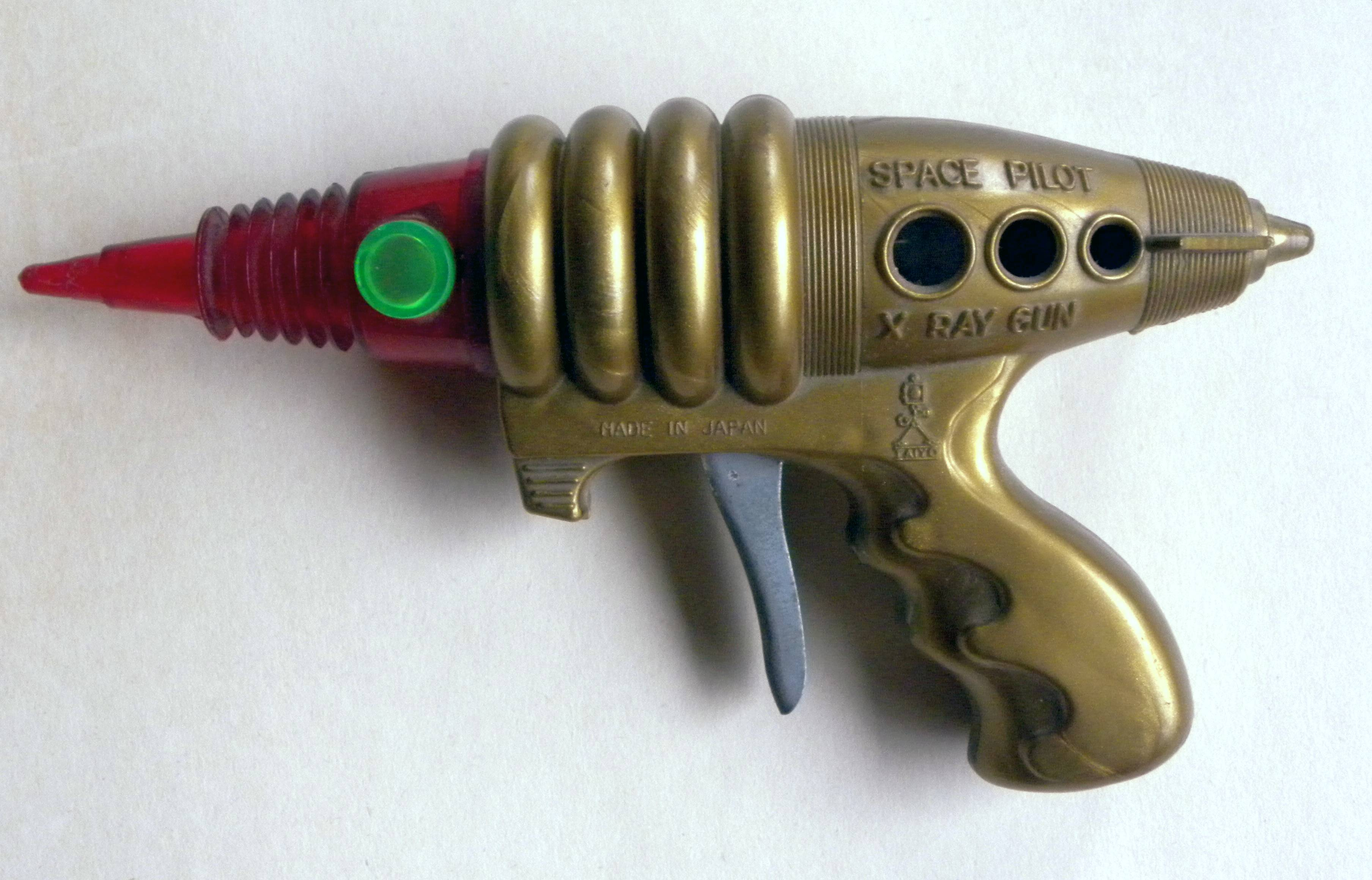
光線銃と銘打った玩具の一例

遊びに用いる光線銃は、古くはストロボライトやフラッシュバルブ等を使った物があり、ある程度強い可視光線を発生させるものが任天堂から「光線銃」というシリーズで1970年に発売されている。またゲームセンター用のアーケードゲーム（エレメカ）には、ナムコ（後のバンダイナムコエンターテインメント）の“シューターウェイ”や“コスモスワット”などがある。ただこれらは、強い可視光線を発する事で、顔に光線を受けた場合に目が眩む程であった（ストロボを目の前で焚くような物である）ため、専ら標的に付けられた光センサー（太陽電池やフォトレジスタなど）を狙い撃つ物であった。アメリカ製のごく初期のテレビゲーム機“オデッセイ”では、銃の方に光センサーをつけ、引き金を引いた時にテレビ画面上の光に反応するゲームもあった。このタイプのものは厳密には遊戯用光線銃と仕組みは異なり「受光銃」とでも呼ぶべきものであるが、「光線銃」と呼ばれているようである。なおこの光線銃の製造は、ファミリーコンピュータを発表する以前の任天堂に発注された
。
1980年代に入ると、赤外線を発射する事でセンサーを動作させ、音や光・振動などで赤外線が当たった事を知らせる玩具が米国で発売、本来はサバイバルゲームに用いるエアソフトガンはまだ危なくて持たせられない児童らに手軽にサバイバルゲームを楽しんでもらう製品だったはずが、高校生や大学生の間でも（エアガンの弾が散乱しないで済む）玩具として爆発的な流行を見せ、日本でも1987年に前後してセガよりジリオンシリーズ（同玩具のヒットを狙って同名アニメーション作品が放映された）が、トミー（後のタカラトミー）からはサバイバーショットシリーズが発売され、一部筋では後片付けを考えなくていい簡易サバイバルゲーム用玩具として人気を博した。
なおこれらは、センサーと銃が2台セットとなっている対戦用のものと、センサー部と銃がワンセットになった一人遊び・または多人数用（人数分だけ同セットを買えばよい）パッケージが存在し、これは現行製品でも変わっていない。一人遊びでは、セット内のセンサー部を好みの場所に置いて、これを狙い撃って遊ぶ事が出来る。
なおジリオンシリーズは胸に付けたバッジ（音と光で命中を表す）をお互いに狙いあう物だったため正面からしか当てられなかったが、サバイバーショットシリーズでは頭に付けたヘッドギア（360度どの方向から撃たれても、当たると音と振動で知らせるが、ヘッドギア＝頭全体が振動するため、よりリアルな命中感を味わえる）を狙って撃つというものだった。
2005年の現在ではサバイバーショットのみ継続機種が出ている模様だが、射程（センサー受信範囲）15m程度と安価な電動エアガン並みの扱いが出来、また命中はセンサーで記録されてマイコンで表示するため、サバイバルゲームで度々発生する「当たったかどうかで揉める問題」も無いため、熱狂的愛好者もある模様だ。現行機種ではリロードやロックオンなどのギミック（仕掛け）を持っており、小学生から大の大人まで年齢を問わず遊べる玩具となっている。
1990年代から2000年代初頭にかけて各地にQ-ZARの施設が設置された。
2015年5月にはタカラトミーから光線銃対戦用ロボット玩具『超速銃撃(ラン アンド ガン) ロボットホビー ガガンガン』が発表された。これは30発の弾を搭載したロボットを赤外線で操縦してロボット同士の対戦で10発命中すると"撃破"と判定される。以前のMICROiRシリーズのコンバットデジQの対戦に似ている。
これら遊戯用光線銃では、エアソフトガンで問題視される「BB弾散らかし放題」という問題が無い利点がある事も、突発的に場所を選ばずプレイ出来るとして、人気の一因に挙げられよう。勿論、センサーをつけていない無関係な人に赤外線が当たっても、なんら迷惑と成らない点も評価されている。これは水鉄砲や銀玉鉄砲にも無い利点である。流石に室内で水鉄砲を使って遊ぶ人はいないが、同種玩具なら「水濡れしない場所でなら何処ででも」遊ぶ事が可能である。
問題点としてはマイコン搭載の電子機器であるため、他の同程度の遊びに利用出来る製品よりやや高価（それでも電子機器類としては安価な部類に入るが）である事や、水濡れなどの故障が起こりうる事、また乾電池が無ければ遊べない事であるが、ランニングコストは乾電池のみとなるため、比較的安いと言える。
また、近年ではスマートフォンのアプリで手軽に拡張現実の世界で最大4048人でシューティングゲームを楽しめるApp Tagというアプリが開発され、愛好家の間で好評を博している。
なお、陸上自衛隊でも、戦車や隊員などに「交戦訓練装置」などの名称で呼ばれる、類似のレーザー銃（プロジェクター）と標的（ディテクタ）をつけて、演習を行う事がある（→レーザー交戦装置）。こちらは光線が命中すると損害を集計、集団での交戦訓練において両集団の損害状況を評価できるよう設計されている。
レーザー タグは各国で演習に使用される。

### 関連現象
アニメーション作品やコンピュータゲームの製作で知られているガイナックスでは、「サバイバーショット世界王座決定戦」と題した大規模なサバイバルゲームを主催していた。1997年6月に行われた第一回大会開催では、1980年代末に発売されて長らく製造終了となっていたにもかかわらず、サバイバーショット（旧型）を持参したメディア業界関係者ら8社10チーム計90名が押し掛け、1998年の第三回大会（それ以降は開催されて居ないが、同大会の影響も在ってかトミーから再発売されたサバイバーショットの特別仕様を掛けて行われた）にて参加者300名という規模で、ほぼ終日業界関係者らによる撃ち合いが演じられたという。

## 実用化

アルキメデスは海岸に複数の鏡を並べて放物面反射器(en)として太陽光線を集め、シラクサを攻撃する洋上の船に火災を起こしたという説がある。

赤外線誘導ミサイルや火器管制装置等の光学センサーを無力化する形式はDirectional Infrared Counter Measuresとして既に配備されつつある。物理的な損傷を与え得るレーザーを発振するための発振装置や、それを稼動させる動力源は十分に小型化出来ていない。
前述の光線を投射する事で事実上無力化、あるいはなんらかの破壊的な効果を与える過去の・または現用の兵器は存在する。例えば、紀元前214年-紀元前212年の第二次ポエニ戦争のシラクサ包囲においてアルキメデスは熱光線によってローマの軍船を焼き払ったという記述がルキアノスの著述に残されている。これはその後の再現実験において状況によっては全くの絵空事ではなかった事が実証された。
イギリス軍は第二次世界大戦中の1942年秋、スエズ運河防衛の際に特殊改造を施したサーチライト21基を設置、爆撃大隊を仕立てて攻撃してきたドイツ軍機パイロットの目を眩ませて撃墜を行っている。同様のものに、歩兵の近接戦闘にて敵に照射して動きを封じる、Surefire等の「タクティカル・フラッシュライト」が存在する。1980年代後半には中国で歩兵用レーザー銃ZM-87の開発が始まったとされる。これは敵の失明や、兵器の光学機器の破壊を目的としていた。1990年代にはレーザー光照射装置を用いて航空機の操縦席を狙う事で、パイロットの視力を奪う兵器が開発されたが、視力を永遠に失わせる可能性もある事から非人道的だとして採用は見送られている。
1995年10月には、特定通常兵器使用禁止制限条約の議定書IV「失明をもたらすレーザー兵器に関する議定書」にて禁止された。なぜなら、失明という治療不可の重傷を負わせる兵器を、低い技術力で安価かつ大量に生産する事が可能であり、このような兵器の開発は懸念されるべきだと考えられたからである（→規制が議論されている兵器）。しかし、2018年に中国でZKZM-500のような歩兵用レーザー銃が開発された。
一方、訓練においては既に各国でレーザー交戦装置が実用化されている。

### 開発中・または試験段階の物
アメリカはイスラエルでの実験で、レーザーでのミサイル（ロケット弾）撃墜に2000年6月7日に成功したとしている。戦術高エネルギーレーザー（Tactical High Energy Laser; THEL）と呼ばれるこの兵器は、主に短距離ロケット砲や低空飛行している巡航ミサイルを迎撃するための物である。この設備は、巨大な照射レンズを使用して連続的にレーザー光線を照射・加熱して目標を破壊する。将来的にはトレーラーに積載するなどして、パトリオットミサイルでは迎撃しきれない高速飛行目標を追尾して破壊する、施設防衛用の設備としての効果が期待されている。
しかし、これはSFなどで見られる「光線銃」や「レーザーガン」等とはおよそ掛け離れた大規模な施設である。
また、アメリカではAL-1Aと呼ばれる、弾道ミサイル迎撃用にレーザーを搭載した航空機を開発している。既に開発段階から試験段階に移行し、2007年3月15日にはYAL-1A「エアボーン・レーザー」が化学レーザーの発射を行い、照射実験に成功したと報じられている。

アメリカの戦略防衛構想で計画されたものとして、γ線レーザー発射装置がある。基本的な構造はレーザー発振装置そのもので、これを衛星軌道に配備して運用する。エネルギー源は原子爆弾であり、発射すると発射装置は爆発して失われる。発射された高エネルギーのγ線は攻撃目標である弾道ミサイルの電子装置を破壊できるものと考えられている。宇宙空間における核兵器の使用は実験を含めて条約で禁止されている事から、配備はもちろん、実験もいまだ行われていない。